# Mentque-Nortbécourt
Mentque-Nortbécourt é uma comuna francesa na região administrativa de Altos da França, no departamento de Pas-de-Calais. Estende-se por uma área de 10,78 km². Em 2010 a comuna tinha 653 habitantes (densidade: 60,6 hab./km²).